# Zenner (merk)
Zenner is een van oorsprong Duits haarmodemerk. Het merk, dat sinds 1962 bestaat, biedt een selectie van verschillende haaraccessoires aan. Zo zijn er haarborstels, haarspelden, haarklemmen en haarbanden van het merk. Het merk richt zich voornamelijk op vrouwen en meisjes. Het merk wordt door een online drogisterij wel omschreven als 'het enige échte haarmodemerk in Nederland'. Beautyblog BeautyGlow sloot zich hierbij aan en schreef 'Zenner is toch wel het merk als het gaat om haaraccessoires'. Zenner bezet dan ook een leidende positie binnen de Nederlandse haarmode.

## Oprichting
Zenner werd in 1962 opgericht door Rudolf Zenner, aan wie het bedrijf ook zijn naam te danken heeft. Zenner was een Duits bedrijf en kwam pas in 1978 naar Nederland, waar het in eerste instantie onder leiding stond van Paul Keers. Tussen 1987 en 2023 nam Marcel van Rijn het bedrijf over en verspreidde het merk verder in Europa. In 1987 startte Zenner in Oostenrijk, Polen en Hongarije. Na 2002 werd het merk ook verkocht in België, Suriname, Curaçao, Letland, Litouwen, Kroatië en Slovenië. Zenner is sinds 2021 onderdeel van de Dayes Group, een concern van bedrijven dat dagelijks noodzakelijke middelen levert zoals diervoeder, schoonmaakmiddelen en haarmodeaccessoires. Het concern omschreef Zenner als 'hét haarmodemerk op de Europese markt'.

## Marketing

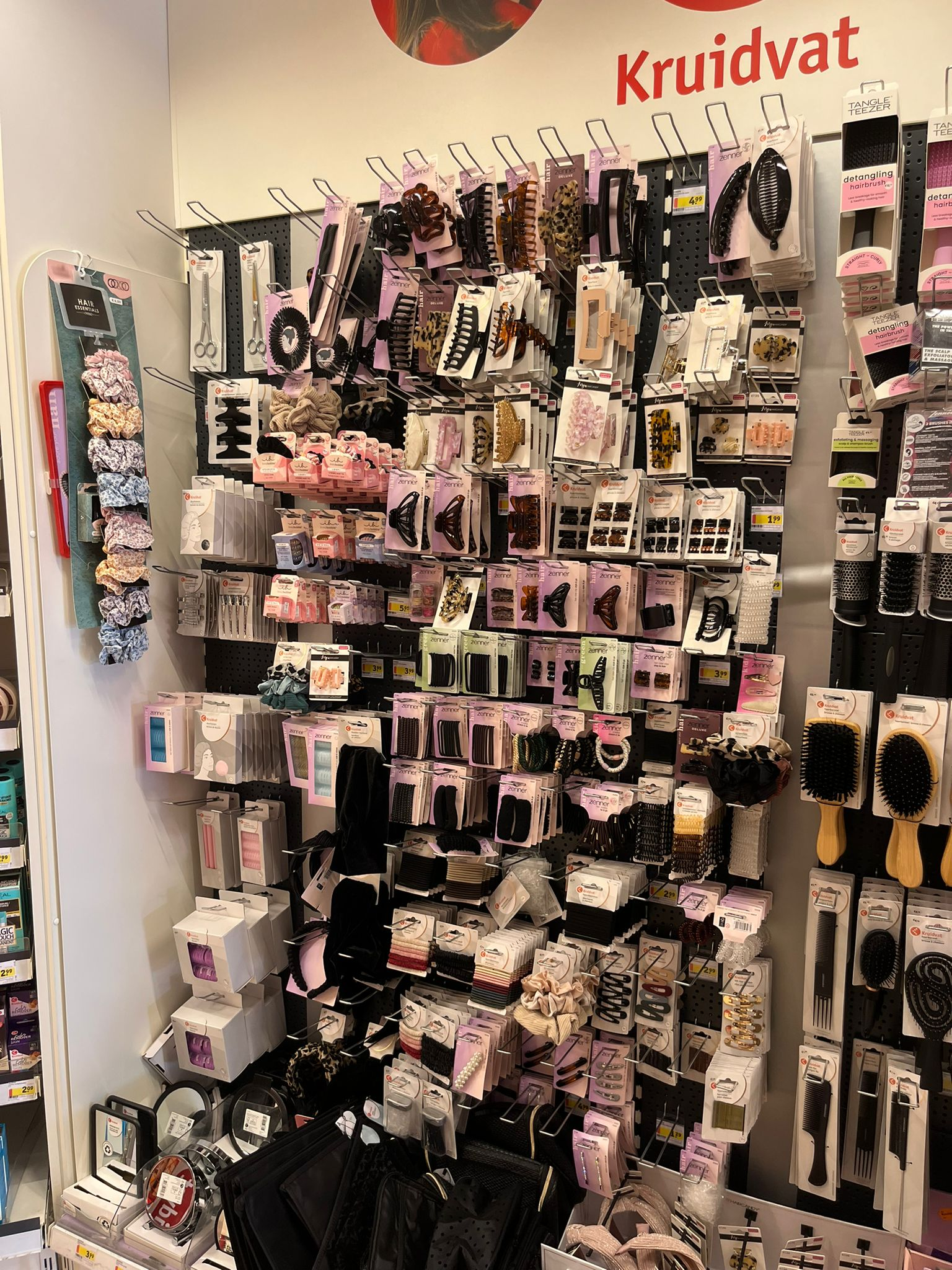
Rek met onder meer Zenner haaraccessoires bij een Kruidvat

Direct vanaf de oprichting van het bedrijf in 1962 was marketing van groot belang. Rudolf Zenner besloot zijn waren aan de man te brengen met het principe van rack jobbing. Het doel van rack jobbing is het zodanig uitstallen van producten dat ze de klant aantrekken en als het ware zichzelf verkopen zonder aanprijzing van een medewerker. Het is dan ook een vorm van visuele marketing. Om dit op een goede manier te kunnen doen is veelal tussenkomst van de leverancier nodig, die zelf zorgt voor een goede uitstalling bij de verkoper en een aantal eigen rekken in beheer heeft. Vaak zijn de goederen die verkocht worden niet in bezit van de verkoper maar de leverancier en zijn ze onderdeel van een consignatievoorraad. Zenner zelf noemt deze manier van werken revolutionair, hoewel sinds de jaren 1950 deze manier van werken al plaatsvond binnen het voedselsegment. Zo leverde Inproba op deze wijze Indonesisch eten aan verkopende winkels.
In 2024 was de slogan van Zenner 'We empower your beauty'. Binnen de marketing stond innovatie ook in die periode centraal. Zo prees Zenner de Stay in Hair-collectie als 'innovatief' aan. De collectie bestond uit haarklemmen, scrunchies en haarelastiekjes die aan de binnenkant voorzien waren van een laagje rubber, waardoor er meer frictie met het haar ontstond en de onderdelen van de collectie beter op hun plek bleven zitten.